# Jason Phillips
(en) Statistiques sur pro-football-reference
Jason Wesley Phillips (né le 14 février 1986 à Waller) est un ancien joueur américain de football américain qui évoluait au poste de linebacker.

## Enfance
Phillips joue dans le lycée de sa ville natale comme quarterback et linebacker, équipe où son père, Jim Phillips, est l'entraineur. Il joue quelquefois comme long snapper. Il est aussi un bon athlète, sélectionné au championnat régional pour le 110 mètres haies.

## Carrière

### Université
Phillips entre à l'université Texas Christian en 2004 et intègre l'équipe comme fullback. En 2005, il est déplacé et revient à son poste de prédilection, celui de linebacker. Il est un des joueurs qui tacle le plus de l'équipe, si ce n'est le premier lors de la saison 2005. Il est nommé Freshman de la Mountain West Conference par le College Football News.

### Professionnel
Jason Phillips est sélectionné au cinquième tour du draft de la NFL de 2009 par les Ravens de Baltimore au 137e choix. Il ne joue aucun match en 2009 et entre au cours de neuf matchs durant la saison 2010. Le 14 septembre, il est victime d'une commotion cérébrale et il est incertain pour le prochain match contre les Titans du Tennessee. Trois jours plus tard, Baltimore le libère.
Deux jours après son départ de l'effectif des Ravens, il signe avec les Panthers de la Caroline après le forfait de Thomas Davis pour la saison.

## Palmarès
- Freshman de la Mountain West Conference de l'année 2005
- Seconde équipe de la Mountain West Conference 2005
- Équipe de la Mountain West Conference 2006, 2007 et 2008